# Cycloramphus juimirim
Cycloramphus juimirim är en groddjursart som beskrevs av Célio F.B. Haddad och Sazima 1989. Cycloramphus juimirim ingår i släktet Cycloramphus och familjen Cycloramphidae. IUCN kategoriserar arten globalt som otillräckligt studerad. Inga underarter finns listade i Catalogue of Life.